# Михаил Папаконстантину
Михаил Папаконстантину (на гръцки: Μιχαήλ Παπακωνσταντίνου) е зограф от втората половина на XIХ век, представител на Кулакийската художествена школа.

## Биография
Роден е в голямата солунска паланка Кулакия, тогава в Османската империя, днес Халастра. Работи в 1896 година в Колиндрос. В 1898 година работи на Халкидика.